# Tremendo (álbum)
Tremendo es el nombre del segundo álbum de estudio del grupo mexicano Magneto. Fue publicado por IM Discos & Cassettes en 1986.

## Listado de canciones
1. Adolescencia - 3:28
2. Acapulco - 3:22
3. Suena tremendo (Sono tremendo) - 4:00
4. Adiós, amor, adiós - 3:00
5. No te marches todavía - 3:08
6. Te preguntó por mí - 3:32
7. Solo un momento - 2:40
8. Un amigo es - 4:10
9. Acercate - 2:58
10. Los niños de la calle - 3:10

## Integrantes
- Juan, Mauri, Eduardo, Pepe, Elías

- Datos: Q6152087